# Pola (album)
Pola – album muzyczny nagrany przez kadzidlańską śpiewaczkę Apolonię Nowak wraz z muzykami warszawskiego zespołu folkowego Swoją Drogą Trio, wydany w 2009 roku. Album zawiera wokalno-instrumentalne opracowania kurpiowskich pieśni zalotnych, miłosnych i weselnych.
Album zdobył drugie miejsce w zorganizowanym przez Polskie Radio konkursie Folkowy Fonogram Roku 2009

## Charakterystyka
Pieśni, które wykonuje Apolonia Nowak, należą do tradycyjnego repertuaru muzycznego Kurpiowszczyzny. Stanowią świadectwo dawnych rytuałów i tradycji śpiewaczych regionu. Niejednokrotnie były inspiracją dla twórczości polskich kompozytorów i wykonawców muzyki artystycznej, jazzowej, folkowej. Niniejsza płyta prezentuje efekt współpracy uznanej kadzidlańskiej śpiewaczki oraz warszawskich muzyków występujących z powodzeniem na Kurpiach. Zarejestrowany materiał stanowią autorskie opracowania pieśni zalotnych, miłosnych i weselnych, wykonane wspólnie przez Apolonię Nowak, zespół Swoją Drogą Trio i zaproszonych gości.

## Lista utworów
1. Tańcujze dziewcyno
2. Cewonem zasiała
3. Dopsierum tu przysła
4. Nie pójdziemy z tela
5. Moja mamo jadą goście
6. Chto chce
7. Juz wychodze matuleńko
8. Cy juseś ubrana
9. Oj wyjezdzaj
10. Wysła z kościółecka
11. A kedy ja wyjde
12. Niech Jezus Chrystus
13. Przypaczta sie starzy
14. Kuka kukawka

## Dodatkowe informacje
- Realizacja, mix, mastering – Ewa Guziołek-Tubelewicz
- Patronat mediowy – Program II Polskiego Radia
- Projekt graficzny i DTP okładki – Hubert Czajkowski
- Wydawca – Folkers, Muzeum Kultury Kurpiowskiej

Nagrań dokonano w Studiu S4 Polskiego Radia w Warszawie w grudniu 2008.